# Calyptrogyne pubescens
Calyptrogyne pubescens är en enhjärtbladig växtart som beskrevs av De Nevers. Calyptrogyne pubescens ingår i släktet Calyptrogyne och familjen Arecaceae. Inga underarter finns listade i Catalogue of Life.